# Amphisbetia brevis
Amphisbetia brevis is een hydroïdpoliep uit de familie Sertulariidae. De poliep komt uit het geslacht Amphisbetia. Amphisbetia brevis werd in 1923 voor het eerst wetenschappelijk beschreven door Stechow. 